# Plectropterus gambensis
L'oca dallo sperone (Plectropterus gambensis (Linnaeus, 1766)), nota anche come oca armata, è un uccello appartenente alla famiglia degli Anatidi. È l'unica specie del genere Plectropterus, che è a sua volta l'unico genere della sottofamiglia Plectropterinae.

## Biologia

### Alimentazione
Si nutre prevalentemente di vegetali (piante acquatiche, semi, frutti, tuberi) e occasionalmente di insetti e piccoli pesci.

### Riproduzione
Nidifica in cavità degli alberi o nei nidi abbandonati di altre specie; nelle zone prive di vegetazione arborea può costruire il nido anche sul terreno o in cavità rocciose.

## Distribuzione e habitat
La specie è diffusa in gran parte dell'Africa subsahariana.
È una specie acquatica che popola le zone umide sia stagionali che permanenti, inclusi laghi, fiumi, paludi, stagni, bacini artificiali.